# Kreisverkehrsgesellschaft Mettmann

Logo der KVGM

Die Kreisverkehrsgesellschaft Mettmann mbH (KVGM) ist der Konzessionsinhaber mehrerer Buslinien im Kreis Mettmann. Die Kreisverkehrsgesellschaft Mettmann mbH wurde 1999 gegründet und ist für den öffentlichen Personennahverkehr zuständig. Die Gesellschaft ist vollständig im Besitz des Kreises. Geschäftsführer der KVGM sind der Kämmerer des Kreises Mettmann, Christian Schölzel und der stellv. Kämmereileiter des Kreises Mettmann, Denis Heimann. Die KVGM besitzt keine eigenen Busse, sondern beauftragt mit der Durchführung des Betriebes regionale Verkehrsunternehmen, darunter die Rheinbahn mit den meisten Linien.

## Aufsichtsrat
Folgende neun Personen sind in der Wahlperiode 2020 bis 2025 ordentliche Mitglieder des Aufsichtsrates der Verkehrsgesellschaft:
- Gabriele Hruschka (CDU)
- Klaus-Dieter Völker (CDU)
- Rainer Schlottmann (CDU)
- Ina Besche-Krastl (Grüne)
- Norbert Strapper (Grüne)
- Detlef Ehlert (SPD)
- Marlon Buchholz (AfD)
- Thomas Hoffmann (FDP)
- Nils Hanheide (Vertreter der Verwaltung)